# Bannes, Lot
Bannes là một xã thuộc tỉnh Lot trong vùng Occitanie phía tây nam nước Pháp. Xã này nằm ở khu vực có độ cao trung bình 538 mét trên mực nước biển.